# Беда, Анатолий Григорьевич
Анатолий Григорьевич Беда (Анатолій Григорович Біда; 1929 — ?) — советский деятель органов государственной безопасности, последний начальник Управления правительственной связи КГБ СССР, генерал-лейтенант.

## Биография
Родился в семье рабочего завода «Ленинская кузница», который погиб в 1941 при обороне Киева. С 1943 участвовал в Великой Отечественной войне как боец истребительного батальона Козелецкого районного отдела НКВД, принимал участие в розыске и задержании бывших полицаев, бургомистров, старост, дезертиров, выполнял задачи по охране оборонных объектов. После демобилизации работал на городском радиотрансляционном узле, заканчивая учёбу в средней школе.
В 1948 поступил в Киевское военное училище связи имени М. И. Калинина, которое с отличием окончил в 1951, после чего проходил службу в частях связи ГСВГ: командир взвода, начальник узла связи армии, старший инженер полка связи. В 1955 становится слушателем Военной академии связи имени С. М. Будённого, после окончания которой направлен на службу в КГБ. С июля 1960 служил в органах и войсках правительственной связи, начав службу с должности командира линейного батальона 22-го отдельного полка правительственной связи. С октября 1961 старший офицер ОПС КГБ при СМ СССР, с июня 1965 заместитель начальника штаба ОВПС КГБ Южной группы войск. С августа 1967 до 1970 командир 34-го гвардейского отдельного полка правительственной связи Ленинградского военного округа. На начало 1970-х являлся заместителем начальника 1-го отдела штаба войск правительственной связи КГБ при СМ СССР. С декабря 1974 по декабрь 1976 начальник войск правительственной связи КГБ Северной группы войск. В конце 1976 назначается 1-м заместителем начальника Управления правительственной связи и начальник штаба войск правительственной связи КГБ СССР. В декабре 1985 занимает должность начальника Управления, на который служит до развала СССР.

### Звания
- генерал-майор;
- генерал-лейтенант (май 1988).

### Награды
- орден Отечественной войны 1-й степени (1985);
- юбилейные медали.